# Limonius jonesi
Limonius jonesi là một loài bọ cánh cứng trong họ Elateridae. Loài này được Lane miêu tả khoa học năm 1965.